# Angus Young
Angus McKinnon Young (Glasgow, Escocia, Reino Unido, 31 de marzo de 1955) es un músico escocés de nacionalidad australiana, conocido por ser uno de los miembros fundadores y el principal guitarrista del grupo AC/DC, aparte de ser el único miembro que ha permanecido en la banda desde su inicio. Fue introducido en el Salón de la fama del Rock and Roll junto a los miembros actuales de la banda en el 2003. Es conocido por sus salvajes y enérgicos movimientos en el escenario, y su peculiar uniforme de colegial. Además, en el año 2014 se situó entre los mejores guitarristas de todos los tiempos, concedido por la revista Rolling Stone, y en el puesto 24 en una nueva edición de 2011 de "los 100 mejores guitarristas de todos los tiempos", también por la revista Rolling Stone, y en el puesto número 20 de la lista "los 100 mejores guitarristas", de la revista Total Guitar.

## Biografía
Angus Young es el más joven de los ocho hijos de William y Margaret Young. Se mudó a Sídney, Australia, en 1963 con sus hermanos Stephen, Malcolm, George y Alex, todos músicos, y su hermana Margaret. Angus empezó a tocar el banjo. La primera guitarra SG de Angus fue comprada de segunda mano a finales de los 60, en una tienda de música en la misma calle de su casa.

Tenía una Gibson SG con la que tocaba hasta que la madera se estropeó, debido a todo el sudor y el agua que le entraba. Tenía todo el mástil torcido. La compré de segunda mano, se trataba de un modelo del 67. Tenía un mástil realmente delgado, muy liso, como un mástil personalizado. Era de color marrón oscuro.
Angus Young, sobre su primera guitarra

### Primeros años
Angus Young nació en Glasgow, donde vivía con sus hermanos mayores Malcolm y George. En 1963 la familia Young emigró a Australia, afincándose en Sídney. Angus y Malcolm recibieron clases de guitarra de su hermano George, miembro del grupo The Easybeats. Fue expulsado del colegio durante la primaria por sus malos comportamientos. Sus primeros años en un grupo fueron en el grupo de su hermano mayor Malcolm, entrando en los locales donde tocaban (todavía era menor) gracias a que el grupo decía que era enano. Antes de la formación de AC/DC, Young tocó con un grupo local llamado Kentuckee (más tarde cambiarían el nombre a Tantrum).

### Formación de AC/DC

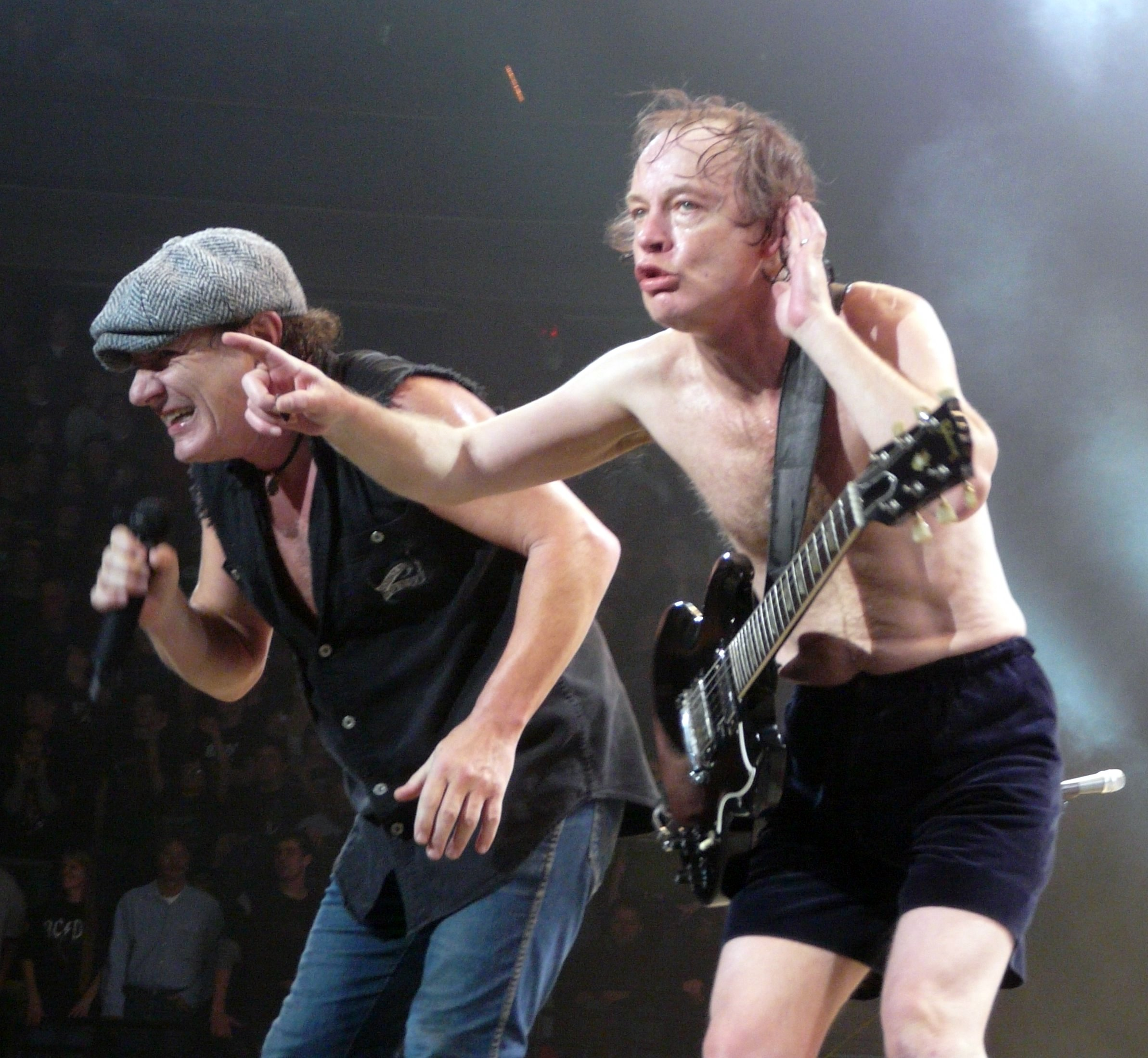
Angus Young (derecha) y Brian Johnson (izquierda) en St. Paul, Minnesota, el 23 de noviembre de 2008.

Angus, con 18 años de edad, junto a su hermano Malcolm crearon en 1973 el grupo AC/DC. La primera formación de la banda contó con Malcolm Young en la guitarra rítmica, Phil Rudd en la batería, Mark Evans al bajo —más tarde sería remplazado por Cliff Williams— y Dave Evans el cantante —quien fue remplazado en 1974 por Bon Scott; a su vez, éste murió en 1980 a causa de una intoxicación etílica, siendo remplazado por Brian Johnson.
Después de tocar un tiempo con el grupo, Young adoptó su imagen con el uniforme de escolar. La historia se remonta a la formación del grupo, en la que Angus todavía estaba estudiando, y cuando terminaba las clases, se iba directamente a ensayar con su grupo sin cambiarse de ropa.
Angus y Malcolm buscaban una puesta en escena que impactara, junto con su música, al público. Margaret, hermana de Angus y Malcolm, sugirió que en las actuaciones en vivo Angus continuara vistiendo el uniforme escolar ya que ella decía que Angus se comportaba como un niño. En las primeras actuaciones de AC/DC, Angus apareció vestido con una gran variedad de disfraces; era la época del Glam rock y ya estaba de moda que los músicos de rock se disfrazasen durante sus actuaciones. Desde 1974, Angus probó varios disfraces, incluyendo los de El Zorro, Superman (como 'SuperAng'), Spiderman y de gorila. La vestimenta escolar se acabaría convirtiendo en la firma de la banda, junto al "Andar de Pato" de Angus, homenajeando al guitarrista Chuck Berry, del que Angus es un gran fan. En los conciertos, siempre enseñaba su ropa interior donde llevaba la bandera del país en el que se encontraban, después de un breve strip tease cómico. Sus movimientos, a pesar de los enérgicos que son, no afectan su talento con la guitarra y no han impedido que se convierta en uno de los mejores guitarristas de la historia.

## Legado

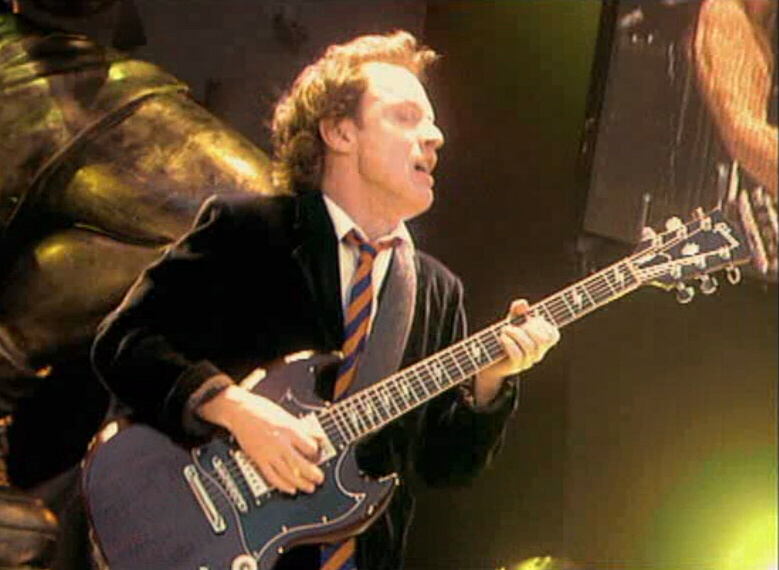
Angus Young en Alemania en 2001.

El estilo enérgico de Angus Young con la guitarra y canto en algunas de sus canciones ha influenciado a muchos guitarristas de hard rock. Su trabajo con AC/DC ha servido como influencia de grandes artistas como Guns N' Roses, Metallica, Slayer, The Cult y también a artistas más recientes como Disturbed, Jet, Alter Bridge, Buckcherry, Airbourne, The Darkness, Rob Tognoni, Wolfmother, Nirvana y You Am I, entre otros.
El 24 de agosto de 2006, Young recibió el premio de la revista Kerrang! "Legend Award" del editor, Paul Brannigan. Brannigan nombró a AC/DC como «una de las más importantes e influyentes bandas de hard rock de la historia». Actualmente, Angus Young forma parte de los 100 mejores guitarristas de la historia ocupando el puesto número 24 de la revista Rolling Stone y el número 20 según la revista Total Guitar.

## Equipo de música

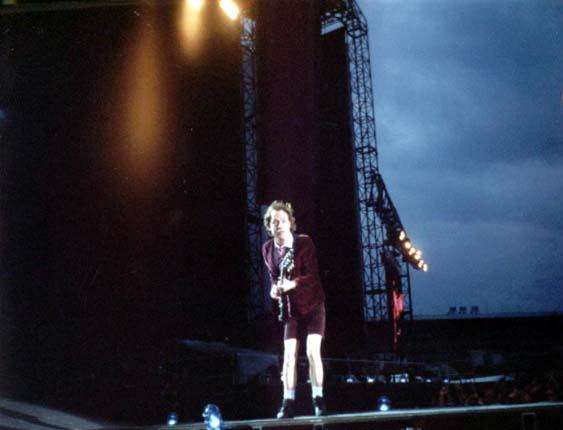
Angus Young en Praga.

### Guitarras
Angus Young ha utilizado guitarras Gibson SG de diferentes tipos (Standard, '61 Reissue, Custom SG y Signature SG). En pocas ocasiones utiliza otra guitarra, aunque tiene guitarras Telecaster, Gibson Firebird y Gibson ES-335.
Cuando AC/DC tocó en 2003 una jam session con los Rolling Stones, Angus utilizó una Gibson ES-335, quizá una de las únicas ocasiones que se le ha visto en un escenario sin una SG. Young ha usado cuerdas Ernie Ball Slinky RPS por más de 30 años, calibre .09 –.42 o .010 –.46.
Entre sus Gibson SG podemos destacar una hecha para él a medida que posee incrustaciones en los trastes con forma de la “s” o símbolo de corriente alterna de AC/DC. Sin embargo, la primera que adquirió fue un modelo a finales de los 60s que aún hoy en día sigue usando (y es su guitarra favorita). Según declaró en una entrevista realizada por Lisa Sharken, la primera vez que vio una SG fue en un catálogo de guitarras que había traído un compañero de colegio desde San Francisco, “esta es la mía!”, dijo al verla y según él fue la primera guitarra de verdad que tuvo. Lo que más le atraía en un primer momento era su diseño con los cuernos y el color rojo que le daban un aspecto un tanto diabólica pero después, el doble cutaway que permite fácil acceso a los trastes superiores, el peso ligero y el tono, que siempre ha considerado el adecuado para él.
La empresa de guitarras y bajos Gibson, aprovechando la popularidad de Angus, ha puesto en circulación un modelo denominado Gibson Angus Young Signature.

### Amplificadores
Young Marshall: JTM45, JTM50, JMP50 y Superlead. Su amplificador principal es un JTM50, que utiliza tanto para las actuaciones en directo como para las grabaciones en estudio.

## Estilo
El estilo de tocar de Young es bastante dirigido al blues, tocando con la escala menor y mayor de la escala pentatónica. Su estilo tiene además trucos no blues adicionales. En las primeras grabaciones de AC/DC se pueden escuchar power chords en canciones como "T.N.T." y en "It's a Long Way to the Top (If You Wanna Rock 'n' Roll)". También usa toques de folk escocés mezclado con blues.

## Discografía

### Marcus Hook Roll Band
- Tales of Old Grand Daddy (1973 Australia, 1978 América, 2014 internacional)

### AC/DC
- High Voltage (1975, sólo en Australia)
- T.N.T. (1975, sólo en Australia)
- High Voltage (1976, versión internacional)
- Dirty Deeds Done Dirt Cheap (1976)
- Let There Be Rock (1977)
- Powerage (1978)
- If You Want Blood You've Got It (1978)
- Highway to Hell (1979)
- Back in Black (1980)
- For Those About to Rock We Salute You (1981)
- Flick of the Switch (1983)
- Fly on the Wall (1985)
- Who Made Who (1986)
- Blow Up Your Video (1988)
- The Razors Edge (1990)
- Ballbreaker (1995)
- Stiff Upper Lip (2000)
- Black Ice (2008)
- Iron Man 2 (2010)
- Rock or Bust (2014)
- Power Up (2020)